# Monta Bell
Louis Monta Bell (Washington D.C., 5 februari 1891 - Hollywood, 4 februari 1958) was een Amerikaans filmregisseur, -producent, -editor, journalist en acteur.
Bell begon zijn carrière als journalist en acteur, maar besloot achter de camera te werken toen Charles Chaplin hem als regieassistent mee te werken aan A Woman of Paris (1923). Hij ging vervolgens aan de slag als regisseur bij Metro-Goldwyn-Mayer. Daar werkte hij regelmatig met Norma Shearer en er ontstonden geruchten dat ze een affaire zouden hebben. Dit werd nooit bevestigd. Na de opkomst van de geluidsfilm ging hij aan de slag bij Paramount Pictures, waar hij bleef werken tot zijn ontslag in 1942. Zijn laatste film maakte hij in 1945.
Bell trouwde in 1932 met Betty Joan Lawford. Hij overleed op de dag voor zijn 67e verjaardag.

## Filmografie
Hieronder staat een lijst van de films die Bell regisseerde. De films waar hij werkte als producent of acteur zijn uitgesloten.
| - How to Educate a Wife (1924) - Broadway After Dark (1924) - The Snob (1924) - Lady of the Night (1925) - Pretty Ladies (1925) - The King on Main Street (1925) - Lights of Old Broadway (1925) - Torrent (1926) - The Boy Friend (1926) - Upstage (1926) | - After Midnight (1927) - Man, Woman and Sin (1927) - Bellamy Trial (1929) - Young Man of Manhattan (1930) - East Is West (1930) - Up for Murder (1931) - Personal Maid (1931) - Downstairs (1932) - The Worst Woman in Paris? (1933) - China's Little Devils (1945) |

- Biblioteca Nacional de España: XX4847171
- Bibliothèque nationale de France: cb14653225d (data)
- Gemeinsame Normdatei: 116816270X
- International Standard Name Identifier: 0000 0003 7475 0552
- Library of Congress Control Number: n85151604
- SNAC: w61t0kmh
- Virtual International Authority File: 222125886
- WorldCat: E39PBJghrRrvXjB8v4KWDFdPcP